# 프레드릭스타드 FK
프레드릭스타드 FK, 또는 프레드릭스타드, FFK라고도 알려져 있는 이 클럽은 노르웨이의 축구 클럽으로 1903년에 프레드릭스타드를 연고지로 하여 창단하였다. 프레드릭스타드 FK는 2004년 이후부터 엘리테세리엔에서 활동하고 있는데 9번의 리그 우승과 11번의 컵 대회 우승 기록을 가지고 있는 노르웨이에서 성공적인 팀 가운데 하나이다.
프레드릭스타드는 1984년에 1부 리그에서 강등되었다. 그 후 18년 후 2003년에 엘리테세리엔로 승격 자격을 얻어 2004년부터 엘리텐 세리엔에 참가하였다.

## 역사
프레드릭스타드 FK는 1903년 4월 7일에 창단되었다. 다른 대다수의 클럽들과 같이 스키와 육상팀을 보유한 클럽이 축구팀을 창단하는 경우가 많았는데 프레드릭스타드는 특이하게도 축구에 초점을 맞춘 최초의 클럽으로 노르웨이에서의 진정한 최초의 축구 클럽일 것이다.
이웃도시 사릅스보르그에 살고있던 잉글랜드사람인 H.W. 켄워시는 잉글랜드의 국기(國技) 축구를 가르치고자 하여 프레드릭스타드로 여행을 가서 프레드릭스타드 FK의 훈련 기간에 참가하였다. 그는 사릅스보르그로 돌아가서 새로운 축구 클럽의 창단을 제안하였고 이 제안은 사릅스보르그에서 받아들여져서 사릅스보르그 FC가 1903년 5월 8일에 창단되었다. 두 팀간의 첫 경기는 다음 해인 1904년에 이루어졌는데 이 역사적인 경기에서 프레드릭스타드가 4 대 0으로 승리하였다. 사릅스보르그와 프레드릭스타드는 최초의 지역 리그를 조직하였고 이에 영감을 받아 많은 클럽들이 생겨나게 되었다.
프레드릭스타드의 유니폼은 창단 당시인 1903년에는 흰색과 붉은색이 없었다. 실제로 프레드릭스타드의 유니폼은 1903년부터 현재 사용하는 것으로 결정이 났던 1927년까지 7번이나 변경되었는데 사실, 이 유니폼은 폴란드 축구 국가대표팀의 유니폼이다. 프레드릭스타드가 이를 따라했고 후에 폴란드 대표팀과 "친선 클럽"이 되었다. 이 관계는 오랫동안 잊혀져 있었다.
1932년에 프레드릭스타드는 최초로 컵 대회 우승을 하며 노르웨이 챔피언이 되었다. 이 당시에는 전국 규모의 리그가 없었기 때문에 컵 대회 우승 팀이 노르웨이 챔피언이 되었으며 제2차 세계 대전이 발발하기 전까지 총 컵 대회 5회 우승을 비롯하여 1937-38 시즌에 최초로 시작된 리그 첫 시즌에는 리그와 컵을 동시에 우승하는 더블을 달성하였다.
나치 독일의 노르웨이 점령기간 동안에는 축구 대회가 열리지 않았기 때문에 모든 선수들이 반란의 지원에 나섰었다. 전쟁이 끝나고 축구는 더욱 인기를 얻었고 프레드릭스타드는 1945년의 노르웨이 컵 준결승전 사릅스보르그와의 경기에서 최다 관중 기록을 새로이 수립하였다. 그러나 성적은 좋지 못하였는데 4년 동안 컵 대회 결승에 3번 올랐으나 모두 준우승에 머물렀다. 1949년에 3번째 리그 우승을 하였다.
1950년대와 60년대는 프레드릭스타드의 전성기였다. 6번의 리그 우승과 7번의 준우승을 비롯하여 4번의 컵 우승을 하였다. 1957년에는 2번째 더블을 달성하였다. 1960년에는 노르웨이 클럽 최초로 리그 우승 팀 자격으로 유러피언컵에 출전하여 1회전에서 AFC 아약스와의 홈 경기에서 4-3으로 승리하고 원정에서 0-0으로 비기며 센세이션을 일으켰다.
프레드릭스타드 지역은 여러가지 면에서 20세기의 경제적으로 앞선 지역이었다. 먼저 목재 산업 기계의 주요 공급지가 되었고 곧 조선산업의 중심지가 되었다. 프레드릭스타드의 조선소는 스칸디나비아에서 가장 큰 곳이다. 마을과 주민들 사이에는 항상 낙천주의적 분위기가 있었고 이는 프레드릭스타드의 쾌활하고 느긋한 축구 스타일에도 반영되어 노르웨이에서 가장 즐거운 클럽으로 생각되었다. 아마 이러한 느긋하고 이완된 분위기가 클럽의 성공을 이끈 이유일 것이다. 또한 이런 점 때문에 결국 쇠퇴의 길로 접어들게 되었고 팀의 성공적 시기가 지난 후 보수적으로 변하였다. 다른 클럽들은 점점 더 프로로 전향했는데 프레드릭스타드의 선수들은 여전히 본인의 직업을 가지고 축구를 하고 있었다.
1971년에는 컵 대회 결승에 올랐지만 로센보르그 BK에 패하여 준우승에 머물렀다. 2년 후에는 클럽 역사상 처음으로 강등되었다. 1975년에 승격하여 다시 강등될 때까지 2년 동안 1부리그에서 활동하였다.
1984년까지 승격과 강등이 계속 이어졌다. 그 해에 노르웨이 컵 우승을 차지하였지만 클럽은 또 다시 강등되었다. 게다가 1992년에는 3부 리그로 강등되었다. 그 후 2003년 2부 리그 준우승을 하며 승격을 하여 현재에 이르고 있다.

## 역대 감독
| 감독          | 임기      |
| ------------- | --------- |
| 미찰 토마스센 | 2021~2024 |

## 선수 명단

### 현역
참고: FIFA 자격 규정에 따라 소속된 국가대표팀 국기를 표시합니다. 선수는 복수의 FIFA 비회원국 국적을 가지고 있을 수 있습니다.
| 번호 | 포지션 | 국적   | 이름              |
| ---- | ------ | ------ | ----------------- |
| 6    | MF     | 가나   | 레오나르드 오우수 |
| 9    | FW     |        | 에밀 홀텐         |
| 15   | DF     | 세네갈 | 팔루 폴           |

| 번호 | 포지션 | 국적 | 이름                 |
| ---- | ------ | ---- | -------------------- |
| 30   | GK     |      | 조나단 프로스트 피셔 |

## 유럽 대회성적
| 시즌    | 대회            | 라운드    |                                  | 클럽              | 결과     |
| ------- | --------------- | --------- | -------------------------------- | ----------------- | -------- |
| 1960-61 | 유러피언컵      | 예선전    | 네덜란드                         | 아약스            | 4-3, 0-0 |
|         |                 | 1회전     | 덴마크                           | 오르후스          | 0-3, 0-1 |
| 1961-62 | 유러피언컵      | 예선전    | 벨기에                           | 스탕다르 리에주   | 1-2, 0-2 |
| 1962-63 | 유러피언컵      | 예선전    | 헝가리                           | 바사스            | 1-4, 0-7 |
| 1967-68 | UEFA 컵위너스컵 | 1회전     | 포르투갈                         | 비토리아 세투발   | 1-5, 1-2 |
| 1972-73 | UEFA 컵위너스컵 | 1회전     | 유고슬라비아 사회주의 연방공화국 | 하이두크 스플리트 | 0-1, 0-1 |
| 1973-74 | UEFA컵          | 1회전     | 소련                             | 디나모 키예프     | 0-1, 0-4 |
| 1985-86 | UEFA 컵위너스컵 | 1회전     | 웨일스                           | 뱅고어 시티       | 1-1, 0-0 |
| 2007-08 | UEFA컵          | 예선2회전 | 스웨덴                           | 함마르비          | 1-2, 1-1 |
| 2009-10 | UEFA 유로파리그 | 예선3회전 |                                  |                   |          |

 주: 굵게 표시된 것이 홈경기이다. 

## 역대 우승기록
- 노르웨이 프리미어리그

우승 (9): 1937-38, 1938-39, 1948-49, 1950-51, 1951-52, 1953-54, 1956-57, 1959-60, 1960-61
- 노르웨이 컵

우승 (11): 1932, 1935, 1936, 1938, 1940, 1950, 1957, 1961, 1966, 1984, 2006